# 杜衡伯
杜衡伯（1891年—1934年），又名杜枢，江苏青浦县（现上海）新桥乡人，中华民国教育家。
早年受聘于公立颜安小学，担任首任校长，期间废除读经，并增加珠算、手工等学科，制定“勤”、“诚”两字为颜安小学的校训，办学成绩卓著，曾经慧眼选拔陈云免费入颜安小学读高小部至毕业。1934年病故，1937年，高尔松、高尔柏等人发起追悼会，并集资修建“杜校长衡伯先生纪念碑”。